# Нагнибіда Іван Лукич
Іван Лукич Нагнибіда (27 серпня 1896 — 8 червня 1967) — полковник Армії УНР.

## Біографія
Народився у м. Кременчук. Закінчив 2-гу Харківську гімназію.

## На службі в РІА
Закінчив 2-гу Московську школу прапорщиків (1915). У складі 6-го стрілецького полку брав участь у Першій світовій війні. Останнє звання у російській армії — штабс-капітан.

## На службі УНР
З 09.12.1917 р. — командир сотні 121-ю пішою Пензенського полку військ Центральної Ради. Закінчив Інструкторську школу старшин, з 1 травня 1918 р. — сотенний командир Одеської інструкторської школи старшин.
З 9 вересня 1918 р. — командир сотні 39-го пішого Харківського полку Армії Української Держави. З 10 січня 1919 р. — помічник командира 9-го Дієвого корпусу Дієвої армії УНР, з 5 липня 1919 р. — вартовий старшина Головного управління Генерального штабу УНР. 3 2 січня 1920 р. — штаб-старшина для доручень при начальнику постачання Армії УНР, з 17 листопада 1921 р. — секретар начальника Генерального штабу УНР.
3 1923 р. мешкав на еміграції у Лодзі (Польща), з 1947 р. — у США.
Помер у Ньюарку, похований на українському цвинтарі в Баунд-Брук.

## Вшанування пам'яті
У місті Кременчук є вулиця Івана Нагнибіди.